# Чжоуцунь
Чжоуцу́нь (кит. упр. 周村, пиньинь Zhōucūn) — район городского подчинения городского округа Цзыбо провинции Шаньдун (КНР). Название района означает «окружённая деревня» и связано с тем, что когда-то здесь существовала деревня, со всех сторон окружённая водой.

## История
При империи Хань северная часть этих земель входила в состав уезда Улин (於陵县), южная — в состав уезда Баньян (般阳县). В эпоху Южных и Северных династий они входили в состав уезда Уцян (武强县). При империях Сун и Юань южная часть этих земель входила в состав уезда Бэйцю (贝邱县). Во времена империи Суй в 596 году уезд Бэйцю был переименован в Цзычуань, а в 598 году уезд Уцян — в уезд Чаншань (长山县).
В августе 1945 года после капитуляции Японии коммунистами был создан город Чжоуцунь. В марте 1950 года Чжоуцунь и Чаншань были объединены в уезд Чаншань. В мае 1950 года был создан Специальный район Цзыбо (淄博专区), и уезд вошёл в его состав. В ноябре 1950 года Чжоуцунь был выделен из уезда Чаншань и объединён с Чжандянем в город Чжанчжоу. В апреле 1955 года Специальный район Цзыбо был расформирован, а вместо него образован город Цзыбо; город Чжанчжоу был расформирован, а в составе Цзыбо был образован район Чжоуцунь.

## Административное деление
Район делится на 5 уличных комитета и 5 посёлков.